# Campiglia dei Berici
Campiglia dei Berici – miejscowość i gmina we Włoszech, w regionie Wenecja Euganejska, w prowincji Vicenza.
Według danych na rok 2004 gminę zamieszkiwało 1741 osób, 174,1 os./km².